# Șolomkî, Ovruci
Șolomkî (în ucraineană Шоломки) este localitatea de reședință a comunei Șolomkî din raionul Ovruci, regiunea Jîtomîr, Ucraina.

## Demografie
Componența lingvistică a localității Șolomkî
     Ucraineană (98,28%)
     Rusă (1,06%)
     Alte limbi (0,53%)
Conform recensământului din 2001, majoritatea populației localității Șolomkî era vorbitoare de ucraineană (98,28%), existând în minoritate și vorbitori de rusă (1,06%).